# 農業経営基盤強化促進法
農業経営基盤強化促進法（のうぎょうけいえいきばんきょうかそくしんほう、昭和55年5月28日法律第65号）は、農業者に対する農用地の利用集積、農業者の経営管理の合理化に関する日本の法律である。制定時の題名は「農用地利用増進法」であり、1993年の改正で、現行の題名に改題された。略称は「基盤強化法」。
1980年5月28日に公布された。

## 概要
この法律は、日本の農業が国民経済の発展と国民生活の安定に寄与していくためには、効率的かつ安定的な農業経営を育成し、これらの農業経営が農業生産の相当部分を担うような農業構造を確立することが重要であることにかんがみ、育成すべき効率的かつ安定的な農業経営の目標を明らかにするとともに、その目標に向けて農業経営の改善を計画的に進めようとする農業者に対する農用地の利用の集積、これらの農業者の経営管理の合理化その他の農業経営基盤の強化を促進するための措置を総合的に講ずることにより、農業の健全な発展に寄与することを目的とする。
国及び地方公共団体は、効率的かつ安定的な農業経営の育成に資するよう農業経営基盤の強化を促進するため、農業生産の基盤の整備及び開発、農業経営の近代化のための施設の導入、農業に関する研究開発及び技術の普及その他の関連施策を総合的に推進するように努めなければならない。

## 構成
- 第1章 - 総則（第1条~第4条）
- 第2章 - 農業経営基盤の強化の催進に関する基本方針等
  - 第1節 -　農業経営基盤強化促進基本方針及び農業経営基盤強化促進基本構想（第5条~第6条）
  - 第2節 -　農地中間管理機構の事業の特例等（第7条~第11条の10）
  - 第3節 -　農地利用集積円滑化団体（第11条の11~第11条の15）
- 第3章 - 農業経営改善計画及び青年等就農計画等
  - 第1節 -　農業経営改善計画（第12条~第14条の3）
  - 第2節 -　青年等就農計画（第14条の4~第14条の12）
  - 第3節 -　認定農業者等への利用権の設定等の促進（第15条・第16条）
- 第4章 -　農業経営基盤強化促進事業の実施等（第17条~第27条）
- 第5章 -　雑則（第28条~第34条）
- 第6章 -　罰則（第35条）
- 附則